# Trachusa gummifera
Trachusa gummifera är en biart som beskrevs av Thorp 1963. Trachusa gummifera ingår i släktet hartsbin och familjen buksamlarbin. Inga underarter finns listade.

## Beskrivning
Arten har en svart grundfärg med undantag för hanens munsköld (clypeus), som är övervägande beigefärgad. Kroppen har kraftig, vitaktig behåring.

## Ekologi
Arten är ett solitärt bi, det vill säga det är icke samhällsbildande, utan varje hona sörjer själv för sin avkomma. Boet består av en (ibland förgrenad) tunnel i sandig jord, från vilken larvcellerna utgår.

## Utbredning
Arten har endast påträffats vid kustområdet i Kalifornien, USA, samt i Queretaro de Arteaga i Mexiko.